# Montaren-et-Saint-Médiers
Montaren-et-Saint-Médiers – miejscowość i gmina we Francji, w regionie Oksytania, w departamencie Gard.
Według danych na rok 1990 gminę zamieszkiwały 1094 osoby, a gęstość zaludnienia wynosiła 56 osób/km² (wśród 1545 gmin Langwedocji-Roussillon Montaren-et-Saint-Médiers plasuje się na 312. miejscu pod względem liczby ludności, natomiast pod względem powierzchni na miejscu 392.).